# Blepharicera
Blepharicera är ett släkte av tvåvingar. Blepharicera ingår i familjen Blephariceridae.

## Bildgalleri

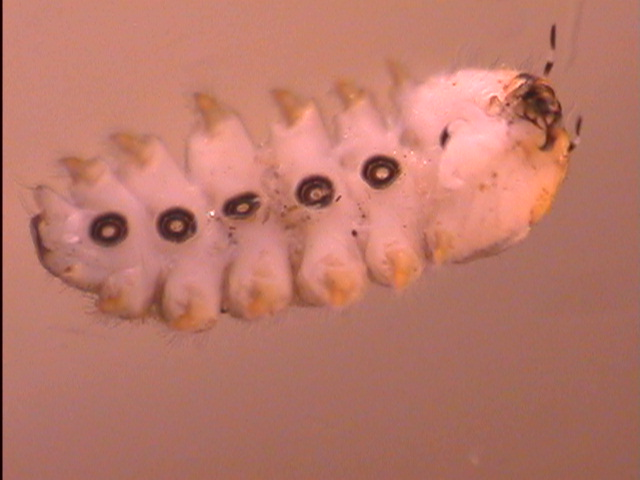
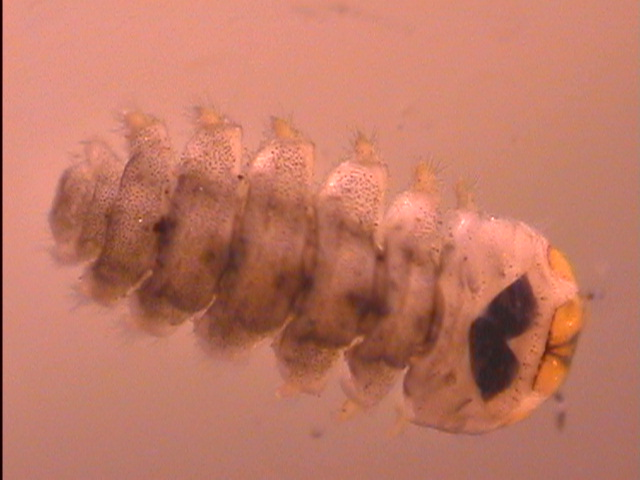

## Dottertaxa tillBlepharicera, i alfabetisk ordning[1]
- Blepharicera acanthonota
- Blepharicera alhnicola
- Blepharicera americana
- Blepharicera apoensis
- Blepharicera appalachiae
- Blepharicera asiatica
- Blepharicera capitata
- Blepharicera caudata
- Blepharicera chattooga
- Blepharicera cherokea
- Blepharicera corniculata
- Blepharicera courtneyi
- Blepharicera coweetae
- Blepharicera diminutiva
- Blepharicera dimorphops
- Blepharicera esakii
- Blepharicera fasciata
- Blepharicera gelida
- Blepharicera gynops
- Blepharicera hispida
- Blepharicera holoptica
- Blepharicera indica
- Blepharicera intermedia
- Blepharicera japonica
- Blepharicera jordani
- Blepharicera kalmiopsis
- Blepharicera macropyga
- Blepharicera magna
- Blepharicera micheneri
- Blepharicera microps
- Blepharicera ostensackeni
- Blepharicera parva
- Blepharicera pusilla
- Blepharicera rahlaea
- Blepharicera separata
- Blepharicera shirakii
- Blepharicera similans
- Blepharicera taiwanica
- Blepharicera tanidai
- Blepharicera tenuipes
- Blepharicera tetrophthalma
- Blepharicera thurmanae
- Blepharicera tuberosa
- Blepharicera uenoi
- Blepharicera williamsae
- Blepharicera yamasakii
- Blepharicera yankovskyi
- Blepharicera zionensis